# ヒシャム・ファイク
ヒシャム・ファイク（Hicham Faik、1993年3月10日 - ）は、オランダ・デン・ハーグ出身のサッカー選手。アル・ブキリヤ所属。ポジションはミッドフィールダー。

## 経歴
ADOデン・ハーグの下部組織出身だが、同クラブではトップチームに昇格することができず、2012年にアルメレ・シティFCでプロデビューを果たした。
2016年8月30日、当時エールディヴィジのSBVエクセルシオールと2年契約を結んだ。
2019年6月24日、オランダに復帰し、SCヘーレンフェーンに加入した。